# Mermessus sodalis
Mermessus sodalis là một loài nhện trong họ Linyphiidae.
Loài này thuộc chi Mermessus. Mermessus sodalis được Alfred Frank Millidge miêu tả năm 1987.